# François Ruffin
Cet article possède un paronyme, voir Rufin.
Ne doit pas être confondu avec François Amable Ruffin.
François Ruffin, né le 18 octobre 1975 à Calais (Pas-de-Calais), est un journaliste, essayiste, documentariste et homme politique français.
Fondateur et rédacteur en chef du journal Fakir, il écrit aussi dans Le Monde diplomatique et pour l'association de critique des médias Acrimed. En tant que reporter, il participe pendant sept ans à l'émission Là-bas si j'y suis diffusée sur France Inter.
Également réalisateur, il tourne plusieurs films documentaires centrés sur les salariés réalisant des emplois pénibles, qu'il réalise pour certains en collaboration avec Gilles Perret. Il reçoit à ce titre le César du meilleur film documentaire en 2017 pour son premier film, Merci Patron !.
Après des débuts sur la scène politique en étant l'une des figures de proue du mouvement Nuit debout en 2016, il fonde le parti Picardie debout ! en 2017, année où il devient député de la Somme. Proche de La France insoumise de Jean-Luc Mélenchon au cours de ses premières années de mandat, il s'en écarte en 2024 suite à des désaccords stratégiques. Initiateur du Nouveau Front populaire, il appelle par la suite à une primaire de la gauche, à laquelle il se porte lui-même candidat, destinée à désigner un candidat commun pour l'élection présidentielle de 2027.

## Biographie

### Formation et vie privée
Né à Calais, François Joseph Marcel Bernard Ruffin grandit à Amiens, d'un père cadre chez Bonduelle et d'une mère femme au foyer,, ; il a une sœur, qui est PDG de la société coopérative et participative Alma. Il est scolarisé, de la sixième à la terminale, dans un établissement privé catholique tenu par la congrégation des jésuites, au lycée La Providence, à Amiens. Il obtient une maîtrise de lettres modernes à l'université de Picardie et un diplôme du Centre de formation des journalistes (CFJ, promotion 2002),.
Il a été en couple et a eu deux enfants nés en 2008 et 2011. Par la suite, il a rencontré Johanna Silva, productrice de films, qui l'a beaucoup aidé dans son engagement politique, notamment ses créations cinématographiques engagées, depuis 2013 jusqu'à la fin de leur relation en 2019.

### Parcours journalistique

#### FakiretLà-bas si j'y suis
François Ruffin affirme être « né politiquement par la critique des médias. » En 1999, le Journal des Amiénois passe sous silence la délocalisation d'une usine Yoplait et la mise au chômage de ses quatre-vingt-neuf salariés. En réaction, Ruffin crée le journal local Fakir, qu'il vend à la criée devant les MJC d'Amiens.

« Notre but affiché était de détruire [le Journal des Amiénois], qui était exclusivement celui du maire. Mais dès le premier numéro de Fakir, je me suis dit que critiquer le média qui se trouve dans toutes les boîtes aux lettres était insuffisant. Il fallait aussi produire de l’information pour montrer ce qui n’est pas montré, le mensonge le plus classique étant le mensonge par omission. »

Le journal est un vif adversaire de Gilles de Robien, maire d'Amiens, et contribue à la défaite de celui-ci aux élections municipales de 2008. Il est d'abord principalement rédigé par des bénévoles. Sa diffusion devient nationale en 2009[réf. souhaitée].
En 2000, François Ruffin entre au Centre de formation des journalistes (CFJ), dont il sort diplômé en juillet 2002. En 2003, il publie Les Petits Soldats du journalisme, un livre à charge contre les méthodes de maljournalisme enseignées par le CFJ : « recopier l’AFP, produire vite et mal, imiter les concurrents, critiquer les livres sans les lire, ne surtout plus penser, trembler devant sa hiérarchie ». Ses critiques et ses généralisations sont contestées par l'école et une partie des étudiants, dont certains de sa promotion auront un parcours professionnel reconnu (un prix Albert-Londres, des correspondants à l'étranger).
De 2005 à 2012, il rédige plusieurs articles dans Le Monde diplomatique et participe comme reporter à plusieurs émissions radio de Là-bas si j'y suis, tout en continuant à diriger Fakir. En 2006, il lance également Le Plan B, journal de « critique des médias et enquêtes sociales », aux côtés de Gilles Balbastre et Serge Halimi. Il publie en 2008 La Guerre des classes, dans lequel il analyse la disparition du terme de lutte de classes dans le débat politique. En 2011, il accompagne les gérants non-salariés de magasins Casino lors d'une action en assemblée générale du groupe, pour dénoncer la précarité de leurs conditions de travail.
En 2006, François Ruffin publie Quartier Nord, fruit de deux ans d’enquête dans les quartiers nord d'Amiens. Toutefois, avec ce livre, il vise surtout, selon la revue Politix, « à adopter sur les fractions des classes populaires urbaines prises entre assistance sociale, précarités économique et psychologique et, parfois, délinquance, un point de vue différent de celui, fantasmatique et exclusivement à charge, que transmettent les grands médias. Il entend ainsi pointer "la routine de l’injustice sociale" qui les frappe, les "négligences" ayant conduit à cet accident (la mort d’un jeune homme issu de l'immigration sur un chantier) et l’absence de réactions qui s’en est suivie ». En 2008, François Ruffin est condamné pour diffamation par le tribunal d'Amiens pour ce livre, en raison d'une plainte déposée par un habitant du quartier,,. Ce dernier explique : « Je n'ai pas supporté qu'on me salisse et qu'on salisse des gens de ma communauté comme cela. Lui, il s'en fiche de nous, il voulait juste des histoires croustillantes pour ses bobos. Mais derrière ses mots, il y a des vies ! La preuve, après la sortie de son livre, ses personnages principaux ont tous très mal fini. »
En 2013, il prend la défense du producteur de l'émission, Daniel Mermet, mis en cause par Olivier Cyran dans la revue Article 11 pour ses méthodes managériales « tyranniques ». Revenant sur ses années passées comme reporter dans un long article publié par Fakir, il admet les « zones d'ombres » de son ancien patron, mais regrette que les articles sur lui « relèvent moins de l’enquête que de l’exécution […] car il ne suffit pas qu’on découvre à Daniel Mermet une tache : il faut maintenant qu’on le résume à cette tache, en une sorte de maccarthysme passé à gauche ».

#### Merci Patron!et Nuit Debout
En 2015, il réalise son premier film, Merci Patron !, une comédie documentaire critiquant les politiques de délocalisation pratiquées par Bernard Arnault, dirigeant de LVMH,,. La sortie nationale a lieu le 24 février 2016. Convié la veille de la sortie dans l'émission de Frédéric Taddeï sur Europe 1, François Ruffin est finalement décommandé par la direction au motif que « le sujet du film pose problème », selon Taddeï. Le 11 mars, un communiqué des syndicats des journalistes du Parisien dénonce l'absence du film dans leur journal : « Ordre a été donné […] de ne pas le chroniquer, fût-ce en 10 lignes. ». En novembre 2016, la régie publicitaire du même journal accepte la diffusion d'une page de publicité pour la sortie du DVD du film, mais celle-ci est finalement annulée par la direction. Merci Patron ! fait notamment la une du New York Times du 12 avril, étant présenté comme un « cri de ralliement » contre la loi Travail, mieux connue sous le nom de loi El Khomri, du nom de Myriam El Khomri, la ministre qui l'a portée devant l'Assemblée nationale. Les recettes totales du film avoisineraient les 3 110 000 euros. François Ruffin aurait touché environ 143 000 euros en 2017 et, selon son assistante parlementaire, collaboratrice et compagne, Johanna Silva, « la même somme en 2018 ».
Le mouvement Nuit debout trouverait son origine dans une fin de réunion publique contre la loi Travail organisée par François Ruffin et Frédéric Lordon le 31 mars 2016 à la bourse du travail de Paris, située à 200 m de la place de la République (Paris),. Certains militants l'accusent d’avoir utilisé le mouvement pour faire parler de lui et de son film Merci Patron !. Dans un entretien à Libération, il explique ne jamais avoir voulu contrôler le mouvement. Si Nuit debout a été pour lui « une étincelle [qui] laissera des traces », il critique néanmoins son entre-soi social.
Lors de la 42e cérémonie des César, le 24 février 2017, son film reçoit le César du meilleur film documentaire. Il profite de la remise de son prix pour critiquer ouvertement la politique gouvernementale face aux délocalisations des entreprises et interpeller le président de la République sortant François Hollande : « Imaginons que ce soit les députés, qu'on dise « les députés ne sont pas assez compétitifs » […]. Imaginons qu'on dise : « Demain, il faut délocaliser l'hémicycle à Varsovie. Immédiatement, il y aurait des débats à l'Assemblée nationale, il y aurait un projet de loi. Ça fait quarante ans que ça dure pour les ouvriers et il n'y a pas de projet de loi ». Le 3 mars suivant, il remet symboliquement son trophée aux ouvriers de l'usine Whirlpool, opposés à la délocalisation de leur usine en Pologne.
En juin 2019, Fabrice Arfi, journaliste à Mediapart, indique que François Ruffin et plus largement son journal Fakir ont été espionnés pour le compte de LVMH « au moins de mars 2015 à février 2016 ». Interrogé par la police à ce propos, Bernard Arnault nie toute implication. Citant une source policière, Fabrice Arfi note que cette surveillance des activités de François Ruffin et Fakir a été supervisée par Bernard Squarcini, ex-patron des services secrets intérieurs sous la présidence de Nicolas Sarkozy,. Selon des rapports de police rédigés fin 2020, LVMH a versé 2,2 millions d'euros à Kyrnos, la société de renseignement privée de Bernard Squarcini et a pu visionner le film Merci Patron ! avant sa diffusion en salles grâce à l'infiltration de deux personnes dans l'entourage de Ruffin.

#### Le mouvement des Gilets jaunes etJ'veux du soleil
François Ruffin soutient dès ses débuts le mouvement des Gilets jaunes. Le 17 novembre 2018, il participe « à titre personnel » au premier samedi de mobilisation pour « comprendre avant de juger », malgré les hésitations de La France insoumise,. Il se rend également sur les ronds-points de la Somme, assumant sa place de député comme « cahier de doléances ambulant ». Il est sur les Champs-Élysées le 24 novembre, aux côtés de Gilets jaunes venus de Picardie. À l'initiative d'un rassemblement place de la République, il appelle le 29 novembre les Parisiens à rejoindre le mouvement. Il réclame devant l’Élysée la démission d'Emmanuel Macron.
Il part pendant huit jours[Quand ?] à la rencontre des Gilets jaunes sur différents ronds-points avec Gilles Perret : il réalise sur ce sujet un film documentaire, J'veux du soleil, sorti en avril 2019. Le film enregistre près de 20 000 entrées en avant-première et réunit notamment près d'un millier de personnes à Flixecourt et 2 000 personnes à Dions, où il est projeté en plein air en présence d'Yvan Le Bolloc'h.
En mai 2019, il boycotte une mission d'information parlementaire sur l'impact des Gilets jaunes lancée à l'Assemblée nationale. Il dénonce une mission à charge, centrée sur le coût des Gilets jaunes lié aux dégradations et aux conclusions écrites d'avance.
En mai 2023, il appelle publiquement à signer une pétition d'initiative citoyenne sur le site de l'Assemblée nationale, portant sur l'instauration du référendum d'initiative citoyenne (RIC), constituant une des mesures phares du mouvement des Gilets jaunes,.

#### Debout les femmes!, sur les métiers du lien
Le film documentaire Debout les femmes !, réalisé avec Gilles Perret et sorti en octobre 2021, traite de la proposition de loi « sur les métiers du lien » déposée à l’Assemblée nationale par Ruffin et Bruno Bonnell afin de relever les revenus des auxiliaires de vie sociale, femmes de ménage et accompagnants d'élèves en situation de handicap.
Les Inrockuptibles saluent un « film féministe de classe » et « un vrai talent de portraitistes ». Pour Marianne, le documentaire est « explosif, mais surtout profondément humain ». Paris-Normandie le juge « souvent drôle » et Ouest-France évoque une belle séquence finale. Le Monde fait état de « conteurs populaires » pour « sensibiliser un large public à une cause ». Plus sévère, Première déplore « un documentaire social bien français », tandis que la critique des Cahiers du cinéma reproche une « forme proche de certaines émissions de divertissement ».

#### Au boulot!, un essai de«réinsertion sociale»
François Ruffin sort son quatrième film Au boulot ! en novembre 2024, toujours en collaboration avec Gilles Perret. L'idée apparaît après un débat entre le député et l'avocate Sarah Saldmann sur le plateau des Grandes Gueules au cours duquel, face à son interlocutrice qui vilipende l'assistanat en France, il l'invite à essayer de vivre avec le salaire minimum français. François Ruffin lui propose finalement une expérience plus immersive : le suivre pour aller à la rencontre des personnes qu'elle a critiquées pour voir leur quotidien, proposition qu'elle finit par accepter.
Ouest-France qualifie le film de « road-movie social à la fois drôle et poignant » tandis que Télérama parle de « documentaire bricolé mais salutaire » et Le Parisien salue le fait que « ce n'est pas sur Sarah Saldmann qu'il [François Ruffin] veut braquer son projecteur. ». France Info salue « une succession de rencontres, aussi émouvantes les unes que les autres » dans un film montrant « le fossé abyssal entre un discours politique et médiatique déconnecté et culpabilisant et la réalité d'un monde en souffrance ». Plus mitigé, Le Nouvel Obs juge que, « une fois passé l’aspect jubilatoire » de « suivre cette Tartuffe [Sarah Saldmann] des plateaux télé en mode « Vis ma vie » au pays des emplois précaires », le film trouve ses limites, alors que Première estime que « s’il enfonce un peu des portes ouvertes [...] le film parvient cependant à sortir de la seule satire pour devenir [...] une puissante ode aux héros invisibles ». Côté négatif, Le Monde parle de « projet qui semble plus tenir de la navigation à vue que d’une pensée affermie » et La Voix du Nord qu'il se résume à « une forme de « tourisme social », qui tourne court ».

## Activité politique
En 2024, il revient sur les débuts de son engagement partisan : « Après le non de 2005, je deviens compagnon de route du Parti de Gauche, puis de La France insoumise, sur cette base-là : contre la ligne Terra Nova, qui préconise alors d'abandonner les ouvriers au Front national, au profit d'autres « segments électoraux », je cite : « les diplômés, les jeunes, les minorités, les femmes, les urbains » ».

### Élections législatives de 2017 et création de «Picardie debout!»

Logo de Picardie debout

En novembre 2016, Ruffin annonce qu'il envisage de se présenter comme candidat aux élections législatives de 2017 dans la première circonscription de la Somme, avec un programme inspiré de celui de LFI, du PCF et d'EELV. Il annonce sa volonté, s'il est élu, de s'appliquer à lui-même trois mesures : « mandat révocable, jury pour gérer les réserves parlementaires, député smicard ».
Le 17 février 2017, à Flixecourt, François Ruffin lance officiellement sa campagne pour les élections législatives de 2017 dans la Somme dans la 1re circonscription, aux côtés de sa suppléante, la communiste Zoé Desbureaux, devant plus de 600 personnes. Des salariés de l'usine Whirlpool d'Amiens sont présents et viennent expliquer leur situation, alors que la direction a annoncé la fermeture de leur usine et sa délocalisation en Pologne. Son slogan de campagne est : « Ils ont l'argent, on a les gens », le symbole de sa campagne : la marionnette Lafleur et le nom de son mouvement : « Picardie debout ! ». Sa campagne reçoit le soutien de LFI, du PCF, d'EELV et d'Ensemble !,,.
Le 4 mars, quelques jours après avoir obtenu le César du meilleur film documentaire avec Merci Patron !, il remet son prix à la centaine de salariés de Whirlpool venus assister à un meeting à Longueau. Le film et le César deviennent deux outils de sa campagne. Mais c'est le parking du site Whirlpool d'Amiens, dont la délocalisation a été annoncée en janvier, qui devient le lieu de bataille central des législatives,. Ruffin y lance sa campagne le 10 février, affirmant que seul « le Front national tractait devant ». Le 26 avril, il y interpelle Emmanuel Macron, en campagne pour l'élection présidentielle, critiquant son silence sur le dossier.

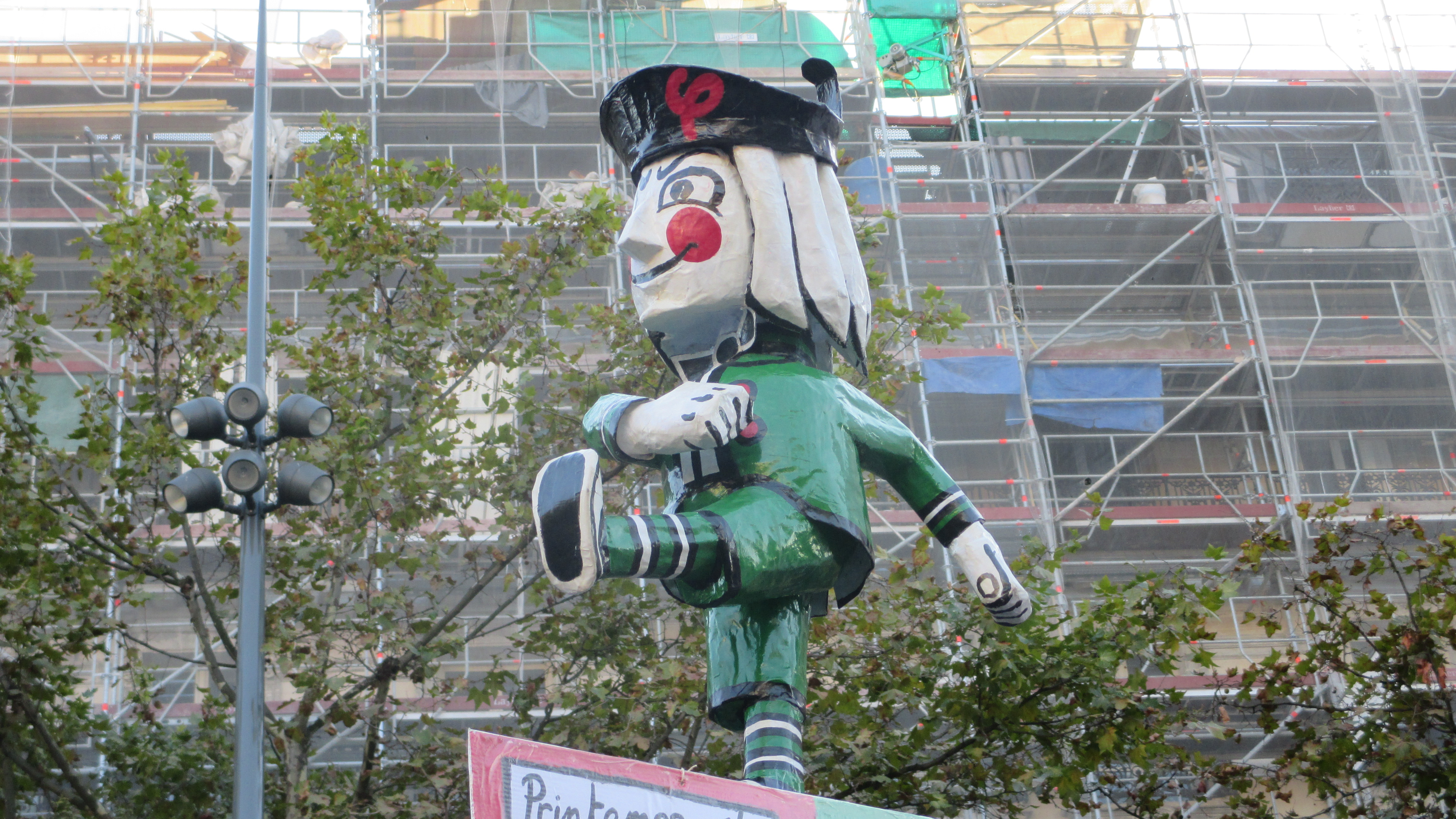
Le personnage de Lafleur frappant avec le pied, figure de « Picardie debout ! », ici à la marche du 23 septembre 2017 organisée par LFI.

Le 11 juin, il se qualifie pour le second tour des législatives avec 24,32 % des suffrages exprimés, arrivant en deuxième position derrière Nicolas Dumont, candidat de La République en marche et crédité de 34,13 % des voix. En vue du second tour, il reçoit le soutien de la candidate socialiste éliminée Pascale Boistard, puis celui de Corinne Masiero, lors d'un meeting à Longueau. François Ruffin est élu député dans la 1re circonscription de la Somme au second tour en totalisant 55,97 % des suffrages.

### Premier quinquennat d'Emmanuel Macron

#### Député «smicard»

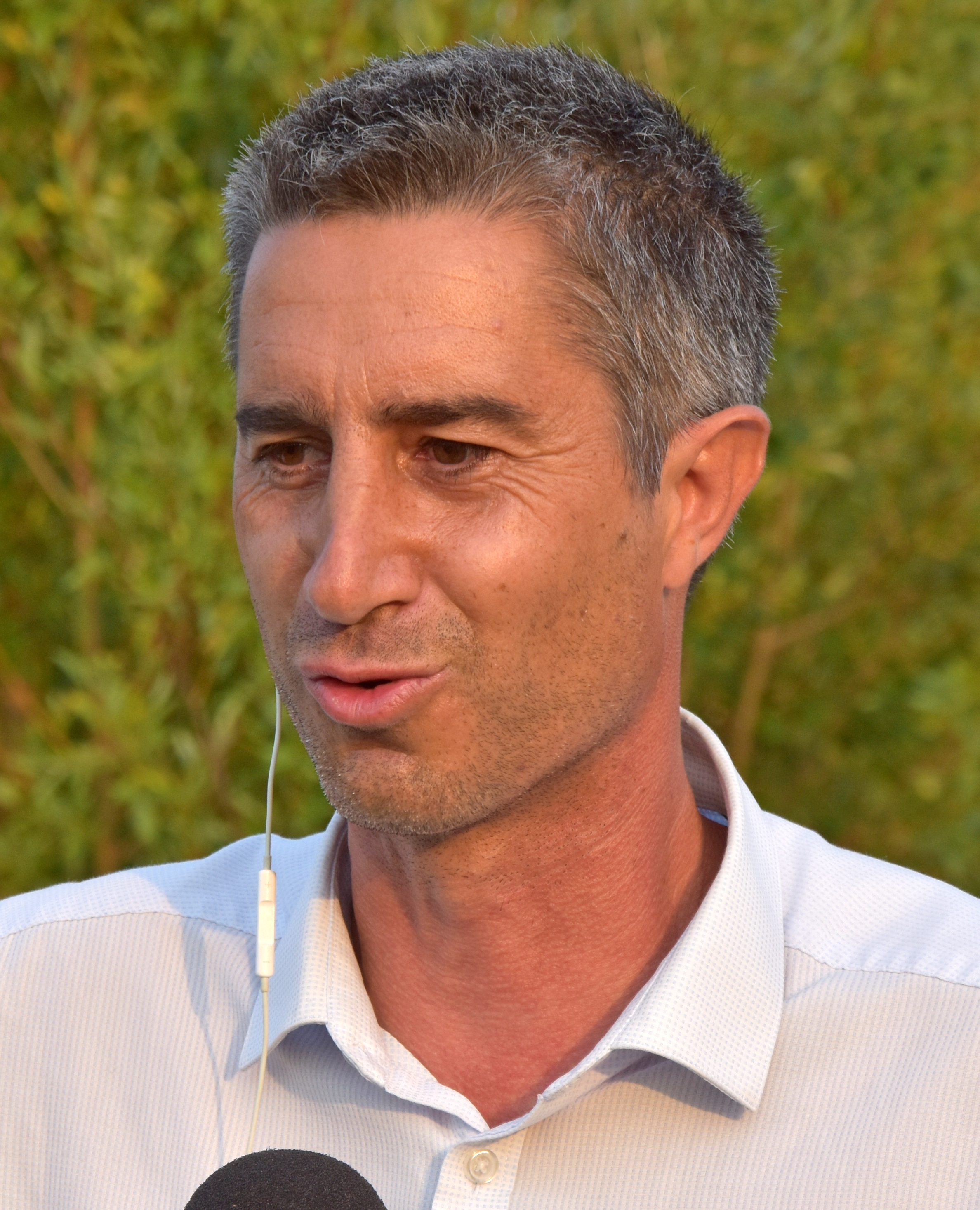
François Ruffin lors du Dépu'tour le 11 septembre 2020.

Lors de son arrivée à l'Assemblée nationale, il est élu secrétaire de la commission des Affaires économiques le 29 juin 2017, grâce notamment aux voix de députés LREM souhaitant faire barrage au candidat Les Républicains,. Conformément à son engagement de campagne, François Ruffin annonce qu'il sera un « député smicard », qui reversera une partie de ses revenus à « des œuvres »,, puis précise qu'il reçoit de l'Assemblée sur un compte un peu plus de 7 000 euros brut d'indemnités, dont 1 200 virés sur son compte personnel, soit le SMIC net, le reste servant à payer ses impôts, tandis que les 3 000 euros restants vont à des associations. Le reversement d'une partie très majoritaire de l'indemnité parlementaire était une ancienne tradition au sein du PCF, qu’avait soutenue Ruffin dès le premier tour. Son collègue de La France insoumise Alexis Corbière estime cependant que ses livres et films lui apportent d'autres revenus,,. Bien qu'enregistré sous l'étiquette LFI et siégeant avec le groupe La France insoumise à l'Assemblée nationale, il décide de reverser sa dotation de député au titre du financement public des partis politiques, d'un montant de 37 000 euros annuels, au PCF. Il est toutefois financièrement rattaché à LFI.

#### Présence à l'Assemblée nationale
L'activité à l'Assemblée nationale de François Ruffin se mesure différemment selon les critères retenus : présence ou participation. Après six mois de législature, il est le 74e député le plus actif, selon le classement établi par Capital. Après un an de législature, il est le député du groupe La France insoumise le moins présent aux votes de l'Assemblée (22 %). En mai 2019, selon le site nosdéputés.fr, il compte 42 présences en commission et fait partie des 150 élus les moins actifs sur ce critère, contre 162 interventions en commission, ce qui en fait l'un des 150 plus actifs sur celui-ci. S'agissant des sept groupes de travail mis en place pour réformer l’Assemblée nationale, il n'a participé qu'à une seule des 16 réunions selon les participants. En mai 2019, il a déposé trois propositions de loi en son nom, soit « un chiffre honorable », selon le quotidien L'Opinion. Au terme de la mandature, le magazine Capital le situe à la 20e place des députés les plus actifs. Faisant le bilan de son mandat, France bleu le qualifie de « proactif », relevant qu'il a déposé neuf fois plus d'amendements que la moyenne des autres députés et réalisé plus de 3 500 interventions en séance. La quasi-totalité de ses 4 098 amendements proposés au cours de la mandature ont cependant été rejetés.

#### Santé
S’appuyant sur une enquête de Florence Aubenas parue le 18 juillet 2017 en une du Monde sur une grève de 100 jours des aides-soignantes de la maison de retraite Les Opalines à Foucherans, il interpelle la ministre de la Santé sur les conditions de travail au sein de l'EHPAD et sur le silence du Gouvernement. Il se rend sur place le 25 juillet 2017. En écho à la mobilisation nationale du personnel des Ehpad, le 31 janvier 2018, il sort un carnet de chèque à la tribune de l'Assemblée et invite Agnès Buzyn, ministre de la Santé, « à faire un geste ».
Il dépose le 4 décembre une proposition de loi en faveur des hôpitaux psychiatriques, visant à aligner leur budget sur celui des hôpitaux conventionnels. Il publie dans le même temps Un député à l'HP, aux éditions Fakir, relatant sa journée du 7 août 2017 passée dans les murs de l'hôpital psychiatrique d'Amiens Philippe Pinel.

#### Usine Whirlpool d'Amiens
Le 15 novembre 2017, il retrouve Emmanuel Macron à l'usine Whirlpool d'Amiens, où il évoque le sort des intérimaires du site, qu'il estime oubliés du plan social. Il soutient dans le même temps l’émission Cash Investigation, dont la présentatrice, Élise Lucet, est poursuivie par une série de plaintes pour diffamation, puis Envoyé spécial et Complément d'enquête, menacés par un plan d'économies à France Télévisions.

#### Transports
Avec Sébastien Jumel, député communiste de Seine-Maritime, comme lui opposé à la fermeture de la ligne de train Abbeville-Le Tréport, il manifeste dans le train de la ligne le 21 décembre 2017. Ils sont rejoints le 5 avril 2018 par Olivier Besancenot, Benoît Hamon et Éric Coquerel, pour la sauvegarde de la ligne et plus généralement pour les trains de proximité.
En 2019, il dépose une proposition de loi visant à « interdire l’exploitation de toute ligne aérienne » sur lesquelles le train « permet un temps de trajet équivalent au temps de trajet de l'avion soit 2h30 ». Selon Le Monde, cette mesure permettrait de réduire de près d'un quart le nombre de déplacements intérieurs effectués par avion chaque année en France en les redirigeant vers le rail, ce qui nécessiterait en parallèle une adaptation de l'offre de la SNCF. Quelques mois plus tard, alors que le Gouvernement met en place une écotaxe sur les billets d'avion visant à financer des infrastructures favorables à l'environnement dont le ferroviaire, il appelle à réfléchir « autrement qu'en terme de taxes » qui pénalisent toujours « les plus pauvres ». En mai 2020, il met en cause les conditions posées par le Gouvernement à Air France consistant, comme il le propose, à interdire les liaisons domestiques en avion lorsqu'un trajet en train est possible en moins de 2h30, mais qui ne conduiraient à supprimer que trois liaisons au total (Orly-Nantes, Orly-Lyon, Orly-Bordeaux) en raison de l'exclusion du dispositif des filiales d'Air France, ainsi que des liaisons desservant l'aéroport de Paris-Charles-de-Gaulle,.

#### Burn-out
Dans le cadre de la niche parlementaire du groupe La France insoumise, il présente une proposition de loi sur le burn-out, pour « faire reconnaître comme maladies professionnelles les pathologies psychiques résultant de l'épuisement professionnel »,. Il est accompagné dans sa démarche par Nicolas Sansonetti, salarié de Lidl, dont le frère avait été retrouvé pendu dans un entrepôt du magasin en 2015,. La proposition consiste principalement en un renouvellement du tableau des maladies professionnelles afin de prendre en compte les pathologies psychiques qui découlent de l'épuisement professionnel : le stress post-traumatique, la dépression et l'anxiété généralisée. Ce ne serait plus la branche maladie de la Sécurité sociale mais la branche accidents du travail et maladies professionnelles qui indemniserait alors le salarié et donc les entreprises,. La proposition de loi est rejetée le 1er février par 86 voix contre 34, sans possibilité de débat. Guillaume Chiche, député LREM, met en cause la qualité de son texte, qui lui permet selon lui d'« imposer son sujet dans le débat ».

#### Inégalités salariales entre hommes et femmes
Lors de la Journée internationale des droits des femmes le 8 mars 2018, il prononce un discours pour réclamer l'égalité salariale en prenant comme exemple les femmes de ménage de l'Assemblée nationale : « Sous le même toit, dans la même maison, elles sont payées dix fois moins, avec toutes des temps partiels contraints, toutes sous le salaire minimum, toutes sous le seuil de pauvreté. » Dénonçant l'externalisation, il demande qu'elles soient intégrées au personnel de l'Assemblée et qu'elles obtiennent un statut professionnel, élargissant leur cas aux auxiliaires de vie sociale, aux auxiliaires de vie scolaires ou encore aux assistantes maternelles. En 2021, son film Debout les femmes ! porte le sujet au grand écran.

#### Manquements à la déontologie
Un ancien porte-parole du ministère de la Justice relève en octobre 2017 que quatre des cinq collaborateurs de François Ruffin travaillent également à Fakir. C'est aussi ce qu'indique la déclaration d'intérêt fournie par le cabinet du député à la Haute Autorité pour la transparence de la vie publique. En réaction à la polémique, il assure avoir consulté la division de la déontologie et du statut du député dès son élection, avant la signature des contrats de travail. Celle-ci aurait estimé « préférable que [les assistants] soient également salariés par Fakir, avec des fiches de postes claires et un temps de travail »[réf. nécessaire]. Selon le député, trois des cinq collaborateurs parlementaires travaillaient déjà auparavant au journal et perçoivent 1 336 € net par l'Assemblée nationale et 345 € par Fakir. Par ailleurs, il déclare faire chaque mois trois dons de 1 000 euros à des associations.
Sur le même thème, en novembre 2017, il est rappelé à l'ordre par le bureau de l'Assemblée nationale pour avoir fait la publicité de Fakir, le journal dont il est rédacteur en chef, dans une vidéo tournée dans son bureau de député et concernant son activité législative. Deux autres députés de la nouvelle législature ont alors fait l'objet d'une même procédure pour manquement au code de déontologie. L’Assemblée le rappelle également à l'ordre lorsque des exemplaires de Fakir sont mis à disposition dans les salons Delacroix qui jouxtent l’hémicycle.
À la fin de l’année 2018, le journaliste Abel Mestre le juge « omniprésent mais insaisissable » et estime « qu'il commence à faire de l’ombre à Jean-Luc Mélenchon », indiquant que leurs courbes de popularité se sont croisées dans les enquêtes d'opinion. En février 2019, il crée le micro-parti « Picardie debout ! »,. En 2023, la HATVP indique qu'il aurait sous-évalué sa société de production audiovisuelle (sans but lucratif) de 431 973 euros.

### Deuxième quinquennat d'Emmanuel Macron

#### Réélection lors des législatives de 2022
Il se présente à nouveau dans sa circonscription de la Somme lors des élections législatives de 2022 avec le soutien de l'ensemble des partis de gauche dans le cadre de la Nouvelle Union populaire écologique et sociale, circonscription où Marine Le Pen est arrivée en tête lors de l’élection présidentielle. Il fait campagne pour ces élections en déambulant et en s’adressant directement aux électeurs et électrices, avec une sono, pour les dissuader de voter pour l’extrême droite et leur promettre de les représenter à l'Assemblée nationale. Il propose notamment, pour pallier l'inflation, le retour à l'indexation des salaires sur les prix qui a été supprimée en 1983,.
Parmi les meilleurs scores de son parti, il se qualifie pour le second tour face à la candidate du Rassemblement national (RN) Nathalie Ribeiro-Billet. Battu, le candidat Renaissance Pascal Rifflart refuse de donner une consigne de vote entre les deux candidats, affirmant qu'il votera blanc et les qualifiant de « fléaux » avant de supprimer son tweet,. François Ruffin est finalement largement réélu avec 61 % des suffrages exprimés,.

#### Rapprochement avec les différents partis de gauche
Lors de la réorganisation des instances de La France insoumise fin 2022, François Ruffin est écarté de la nouvelle direction avec ses collègues Clémentine Autain, Alexis Corbière et Raquel Garrido, jugés éloignés de la ligne du parti, une démarche qu'il fustige comme un « rétrécissement ». Au cours des mois qui suivent, il remet régulièrement en cause la stratégie de Jean-Luc Mélenchon, qu'il juge trop isolante, affirmant ne plus vouloir « hurler sur les bancs de l'Assemblée » car estimant que cette démarche ne fait que « [renforcer] le RN ». Il s'affirme alors « social-démocrate »,, terme qui n'est pas sans exaspérer plusieurs membres de La France insoumise, mais s'il entend être moins radical sur la forme, il nie que ses idées puissent changer sur le fond. Cette démarche est vue par certains observateurs comme une façon de préparer une image présidentiable,.
Il se rapproche progressivement des autres partis de gauche membres de la NUPES, afin de préparer les échéances électorales à venir et plaide pour une union face au « danger que constituent Marine Le Pen et le Rassemblement national ». Il réaffirme toutefois que ses idées n'ont pas changé, au cours d'un échange de lettres ouvertes avec la tête de liste socialiste aux européennes Raphaël Glucksmann,.

#### Initiation du Nouveau Front populaire et rupture avec Jean-Luc Mélenchon
À la suite de la dissolution de l'Assemblée nationale prononcée par Emmanuel Macron le 9 juin 2024 après le score historique de l'extrême droite aux élections européennes, François Ruffin impulse la formation de la coalition du Nouveau Front populaire, destinée à fédérer la gauche pour remporter les élections législatives à venir, aux côtés des communistes Sébastien Jumel et Nicolas Sansu, de l'écologiste Marie-Charlotte Garin, des élus Génération.s Sébastien Peytavie et Sophie Taillé-Polian, des insoumis Damien Maudet et Leïla Chaibi ainsi que des députés d'outre-mer Émeline K/Bidi et Karine Lebon.
Cet appel est réalisé en créant un site web destiné à collecter les signatures des électeurs désirant l'union des formations de gauche,. Il est suivi par un appel des cinq syndicats nationaux — CGT, CFDT, UNSA, FSU et Solidaires — à manifester pour mettre en avant leurs revendications dans ce contexte de montée de l'extrême droite.
Candidat pour la troisième fois dans sa circonscription de la Somme, il prend ses distances avec La France insoumise, notamment après que plusieurs frondeurs insoumis ont vu leurs investitures refusées par le mouvement, les obligeant à se présenter comme candidats dissidents. Il se présente ainsi sous la seule bannière de son mouvement Picardie debout !, avec le soutien des trois autres partis de la coalition. Il officialise sa rupture définitive avec la France insoumise et Jean-Luc Mélenchon le 4 juillet 2024.
Il se qualifie, au second tour, en deuxième position, avec 33,92 % des suffrages exprimés, arrivant derrière la candidate du Rassemblement National, Nathalie Ribeiro-Billet, qui le devance de 3 500 voix. La candidate Renaissance Albane Branlant, arrivée troisième, annonce son désistement en sa faveur au nom du « front républicain  »,. Il est réélu de justesse avec 52,96 % des voix,. Il s'impose à Amiens Nord et Abbeville, mais est distancé dans les communes rurales, notamment dans son fief de Flixecourt.
Alors que les autres frondeurs de La France insoumise se réunissent dans le mouvement l'Après, il ne les rejoint pas, sans pour autant adhérer à un autre parti. Il se joint néanmoins à eux au sein du groupe écologiste de l'Assemblée nationale. Lors de la Fête de l'Humanité suivante, François Ruffin assume sa rupture avec Jean-Luc Mélenchon lors d'un débat avec le néodéputé Raphaël Arnault, l'estimant comme un obstacle à la victoire de la gauche et parle d'un « désaccord moral et électoral profond » sur sa stratégie. En novembre, il mentionne pour la première fois son intérêt pour une candidature à la prochaine élection présidentielle,.
Le 1er avril 2025, à Montreuil, François Ruffin organise un meeting avec le slogan « Notre France ! » : il déclare vouloir un « projet commun pour 2027 » et annonce une potentielle candidature. Il annonce une série de meetings par la suite.

## Positions politiques

### Économie
François Ruffin soutient la nécessité du protectionnisme économique et détaille ce point de vue dans un livre, Leur grande trouille : journal intime de mes pulsions protectionnistes, sorti en 2011. Il est partisan de la décroissance, par opposition au productivisme. Il plaide pour une « indexation des salaires sur l'inflation »,.

### Réunion des partis de gauche
Il insiste régulièrement sur la nécessité d'établir la jonction entre les deux cœurs d'électorat de la gauche, à savoir les classes populaires, associées aux ouvriers et aux syndicats d'un côté, et les intellectuels et professionnels de l'éducation de l'autre, car selon lui, seule la convergence des luttes peut mener à un mouvement social d'ampleur suffisante pour parvenir à un changement : « Le changement ne passera plus par les urnes mais par un mouvement social de grande ampleur ».
Il souhaite faire se rejoindre politiquement la gauche « rouge » de la lutte sociale et la gauche « verte » écologiste, jonction qu'il qualifie de « nécessité ». Cette jonction est également associée, dans sa pensée, à celle entre la classe populaire (« plus attachée à la question sociale ») et la petite bourgeoisie (« plus attachée à la question écologique »). Maurice Kriegel-Valrimont figure parmi ses modèles politiques. Il s'est défini un temps comme « compagnon de route » du Front de gauche avant de « prendre acte de leur suicide ».
En juin 2016, il participe au lancement d'une campagne appelant à ne plus voter pour le PS, y compris au second tour, et appelle à l'émergence d'un « mouvement populiste de gauche »,. Il déclare en parallèle dans l'émission de Cathy Colin, La voix est libre sur France 3, qu'il n'exclut pas de se présenter à une élection : « J'ai 40 ans, je sais qu'il y a une bataille à mener pour que les gens désespèrent moins. »
Lors de l'élection présidentielle de 2017, il soutient la candidature de Jean-Luc Mélenchon, sans toutefois souhaiter signer la charte des députés de La France insoumise, dont il rejoint cependant le groupe parlementaire à l'Assemblée nationale. En mai 2017, il publie dans Le Monde une lettre ouverte à Emmanuel Macron, qu'il considère comme un « futur président déjà haï ». Il vote pour lui au second tour de l'élection présidentielle, tout en indiquant qu'il n'en est « pas fier » et en promettant d'être un « opposant ferme ».

### Voix donnée aux classes populaires
L'idée de faire entendre la voix des classes populaires est une préoccupation récurrente dans l'engagement de François Ruffin. C'est ainsi qu'au soir de son élection, il déclare dans sa prise de parole : « L’autre jour, j’ai vu un mec, il était en Saxo, il avait la soixantaine. Il me dit "De toute façon, vous êtes tous pareils !". Ce discours, on l’a tous entendu. Mais notre responsabilité, c’est de faire changer ça ! Que le gars qui est dans sa Saxo verte sur l'Intermarché de Berteaucourt-les-Dames reprenne confiance en nous, pour avoir une parole sincère, franche, dans laquelle il se sente représenté ! Ça, ça va être notre boulot. ».
De même, il affiche une volonté de faire entendre l'expression de catégories sociales dont la parole est rare dans le débat public. Outre le rôle joué dans cette optique par ses documentaires, il surprend par exemple en 2018 en amenant avec lui, à une grande émission télévisée à laquelle il était invité, un cheminot (à qui il cède la parole pour évoquer la grève contre la réforme de la SNCF alors en cours) et une caissière de Carrefour (qui peut ainsi s'exprimer sur les conditions de travail dans la grande distribution et le plan de licenciements lancé par l'enseigne),,.
Fin 2018, un discours dans lequel il cite Étienne Chouard comme principal artisan du référendum d'initiative citoyenne, que le groupe La France insoumise souhaite instaurer dans une proposition de loi, suscite une polémique dans les médias qui rappellent les controverses liées à ce militant et affirment que cette citation aurait embarrassé les dirigeants de La France insoumise. François Ruffin répond aux critiques qui lui sont adressées en rappelant sa condamnation de la position de Chouard vis-à-vis de l'extrême droite (il avait en 2013, dans Fakir, dénoncé « les errances » et « la naïveté » d’Étienne Chouard, et ajouté que « Pour moi, on ne blague pas avec Alain Soral : c’est un mec d’autant plus dangereux que talentueux. ») et en indiquant avoir voulu faire référence au travail d'Étienne Chouard sur les questions de démocratie directe. Pour le journaliste du Monde Abel Mestre, « d’autres sorties de M. Ruffin ont jeté le trouble parmi ses camarades » : sa référence au geste de la « quenelle » lancé par Dieudonné (qu'il aurait faite en déclarant que « [le gouvernement a, avec le libre échange,] mis une grosse quenelle aux agriculteurs » dans une interview) ; et sa présentation d'Emmanuel Macron comme « l’homme des cinq cents familles qui se gavent », que le journaliste interprète comme une référence au mythe des deux cents familles.
Au lendemain de l'élection présidentielle de 2022, François Ruffin présente l'idée de ne pas abandonner les classes laborieuses. Il déclare notamment : « C’est pour moi un objectif électoral, mais aussi moral : on ne peut pas les abandonner au Rassemblement national. On ne peut pas, par une ruse de l’histoire, laisser triompher la logique de Terra Nova », un think tank proche du Parti socialiste qui recommandait une stratégie électorale visant les diplômés, les jeunes et les minorités, tandis que les ouvriers-employés se tournent vers le RN, qui « se pose en parti des classes populaires ». François Ruffin plaide pour une action politique « par le bas ».
Pour Gaël Brustier, « [François Ruffin représente] un « populisme de gauche » — façon Podemos — […], tout en s'affirmant authentiquement « social-démocrate », façon d'occuper l’espace traditionnel du PS en le chassant de ses dernières terres ».
Pierre Birnbaum estime que François Ruffin met en scène dans son discours « un univers social profondément dichotomisé où l’oligarchie toute-puissante impose d’autant plus son pouvoir absolu à l’aide de la violencia que l’État ne dispose que d’une faible institutionnalisation, que ses serviteurs se recrutent très largement au sein de cette oligarchie ».
Sybille Laurent estime dans un article pour TF1 que la forme à laquelle recourt François Ruffin, cassant les codes et qui lui vaut le qualificatif de populiste est en réalité une stratégie mise au service d'un fond qui trouve sa cohérence dans une mobilisation des salariés contre les dérives du monde de la finance. C'est cette démarche qui se déclinerait dans les différentes questions qu'il aborde, dans le monde du travail ou la défense constante du service public.

### Attaque du Hamas contre Israël
En octobre 2023, il condamne fermement l'attaque du Hamas contre Israël et qualifie le Hamas d'« organisation fanatique, terroriste, qui a toujours été l'adversaire des progressistes au Proche-Orient ». Ses propos contrastent avec la position jugée ambiguë de La France insoumise envers le mouvement islamiste et notamment de Jean-Luc Mélenchon, qui refuse de la qualifier de « terroriste »,.

## Autres activités

### Chaîne YouTube
En décembre 2016, il lance sa chaîne YouTube où, filmé dans sa cuisine, il commente l'actualité sociale et politique. En mars 2018, il compte « presque 40 000 abonnés et 3,5 millions de vues cumulées ».

### LaFête à Macron

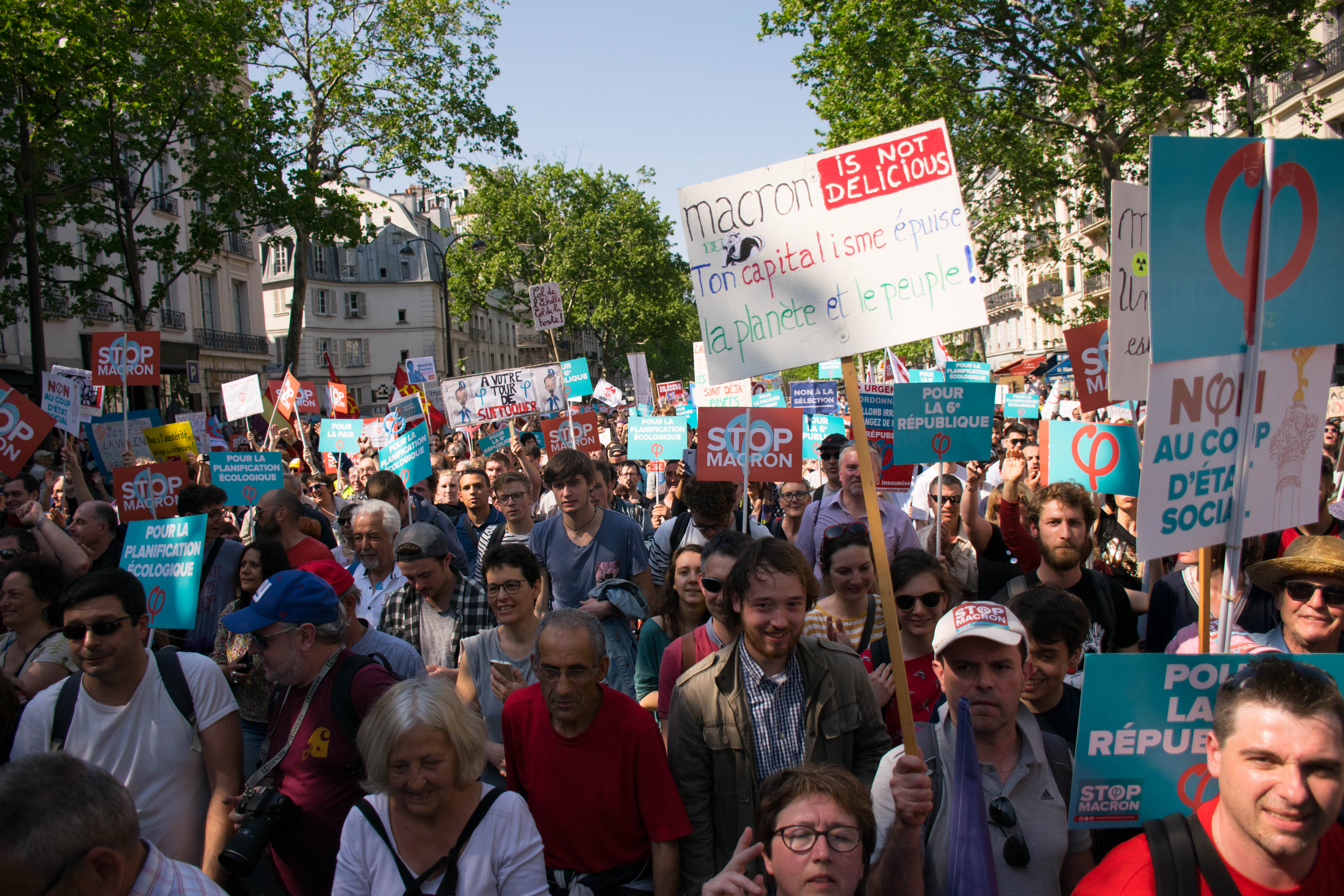
La « Fête à Macron », à Paris.

François Ruffin est l'initiateur et principal organisateur de la Fête à Macron, une manifestation qui se tient le 5 mai 2018, deux jours avant la date anniversaire de l'élection d'Emmanuel Macron, en plein mouvement contre la réforme de la SNCF. Se voulant festive, elle rassemble plusieurs dizaines de milliers de personnes à Paris (entre 38 900 et 160 000 manifestants). Des représentants des étudiants, des cheminots, des postiers, du personnel de santé, de la CGT, de SUD, de Solidaires, d'Attac, du PCF et du NPA sont présents aux côtés de militants de La France insoumise pour manifester contre la politique sociale et économique menée par le Gouvernement. Des rassemblements se tiennent également à Toulouse, Bordeaux, Lyon, Strasbourg et Rennes,.

### Musique
En 2019, à l'occasion du 14-Juillet, il sort une version revisitée de La Marseillaise, accompagné par les membres du groupe punk La Horde, reformé de façon éphémère pour l'occasion.

### L'An 01
En mars 2020, lors du confinement lié à la pandémie de Covid-19, François Ruffin lance une plateforme collaborative sur l’internet, l'An 01, en référence à une bande dessinée de Gébé parue en 1972,. Selon la journaliste Astrid de Villaines, son livre Leur folie, nos vies : la bataille de l’après, publié en juin 2020, montre qu'« il entend rassembler la gauche autour de son programme en grande partie détaillé dans ce livre et ne dit plus “non” à la présidentielle de 2022 ».

## Polémiques

### Polémique du maillot de football
Le 7 décembre 2017, il soutient la proposition de loi du groupe UDI, Agir et indépendants visant à taxer les gros transferts dans le milieu du football pour soutenir le sport amateur, dite « taxe Neymar ». Invité à défendre la proposition de loi à l'Assemblée nationale, il retire son pull et arbore un maillot de l'Olympique eaucourtois, club samarien, lors de son discours. Le président de l'Assemblée, François de Rugy, met en place un rappel à l'ordre ainsi qu'une inscription au procès-verbal de la séance pour « provocation envers l'Assemblée ou son président ». Ruffin lui répond avoir été « très fier de faire entrer dans l'hémicycle le visage de tous les gens des petits clubs ». Il est également condamné à se voir retirer pendant un mois le quart de l'indemnité parlementaire, égal à 1 378 euros, même si aucune règle ne définit la tenue à porter au palais Bourbon,. Jean-Luc Mélenchon déclare cinq jours plus tard qu'il compte faire appel, mais la commission de l'Assemblée confirme le 20 décembre la sanction. Le député insoumis reçoit le soutien de deux sportifs, Vikash Dhorasoo et Yohann Diniz. Une pétition pour la levée de la sanction recueille 50 000 signatures et une cagnotte récolte quelque 4 700 euros, que Ruffin reverse à l'équipe de football du Secours populaire,. Au 21 décembre, la vidéo du discours du 7 décembre est visionnée plus de 5,7 millions de fois sur Facebook.

### Livre polémique
Le 20 février 2019, François Ruffin publie un livre adressé au président de la République, Ce pays que tu ne connais pas. François Ruffin est alors accusé par deux députées de la majorité de détourner des fonds de l’Assemblée nationale, en plus d’être, selon elles, un « député fantôme ». Son équipe répond que François Ruffin ne touche de droits d'auteur ni sur la vente de son livre ni sur son film J'veux du soleil, dont les droits seront reversés au Secours populaire.

### Espionnage de François Ruffin et deFakir
En décembre 2021, le groupe LVMH verse dix millions d'euros d'amende en échange de l'abandon des poursuites au sujet de surveillance illicite, grâce à une convention judiciaire d'intérêt public (CJIP), contre l'avis de François Ruffin.
En 2025, Bernard Squarcini, ancien patron du renseignement intérieur, est condamné à quatre ans de prison dont deux ferme pour des activités illicites, notamment au profit de LVMH dont une opération de surveillance de François Ruffin et du journal Fakir, entre 2013 et 2016 durant la réalisation du film Merci patron !.

## Résultats électoraux

### Élections législatives
| Année | Parti  | Parti | Circonscription | 1er tour | 1er tour | 1er tour | 2d tour | 2d tour | 2d tour |
| Année | Parti  | Parti | Circonscription | Voix     | %        | Rang     | Voix    | %       | Issue   |
| ----- | ------ | ----- | --------------- | -------- | -------- | -------- | ------- | ------- | ------- |
| 2017  |        | LFI   | 1re de la Somme | 9 545    | 24,32    | 2e       | 19 329  | 55,97   | Élu     |
| 2022  | 15 081 | LFI   | 1re de la Somme | 40,09    | 1er      | 19 731   | 61,01   |         | Élu     |
| 2024  |        | PD!   | 1re de la Somme | 17 850   | 33,92    | 2e       | 27 108  | 52,95   | Élu     |

## Publications

### Ouvrages
- 2003 : Les Petits Soldats du journalisme, Les Arènes, 2003, 271 p. (ISBN 978-2-912485-49-6, OCLC 51816415) Réédité en 2018 chez Pluriel, 288 p.  (ISBN 978-2-8185-0544-1).
- 2006 : Quartier Nord, Fayard, 2006, 517 p. (ISBN 978-2-213-62901-8)[227],[228]
- 2008 : La guerre des classes, Paris, Fayard, 2008, 239 p. (ISBN 978-2-213-63816-4)[229]
- 2011 : Leur grande trouille : journal intime de mes « pulsions protectionnistes », Paris, Les liens qui libèrent, 2011 (réimpr. 2013 chez Babel), 272 p. (ISBN 978-2-918-59737-7)[Note 2],[230].
- 2012 : François Ruffin, Fabrice Nicolino et Floren Gouget, Métro, boulot, chimio. Débats autour du cancer industriel, Éditions Le Monde à l'envers, 2012, 176 p.
- 2013 : François Ruffin et Thomas Morel, Vive la banqueroute ! : comment la France a réglé ses dettes, de Philippe Le Bel au général de Gaulle, Amiens, éditions Fakir, 2013, 134 p. (ISBN 978-2-36921-0009)[231]
- 2013 : Hector est mort : enquête, Amiens, éditions Fakir, 2013, 114 p. (ISBN 978-2-36921-0023)[232]
- 2013 : « Ils nous ont dit : Vous êtes fous ! » : Entretiens avec mon héros Maurice Kriegel-Valrimont, Amiens, éditions Fakir, 2013, 107 p. (ISBN 978-2-36921-0016)
- 2014 : Antoine Dumini et François Ruffin, Comment ils nous ont volé le football. La mondialisation racontée par le ballon, Amiens, éditions Fakir, 2014, 126 p. (ISBN 978-2-36921-006-1)[233],[234],[235]. Prix lycéen du livre d'économie et de sciences sociales 2015[236]
- 2014 : Faut-il faire sauter Bruxelles ? : un touriste enquête, Amiens, éditions Fakir, 2014, 122 p. (ISBN 978-2-36921-0047)
- 2014 : « Pauvres actionnaires ! », Amiens, éditions Fakir, 2014, 119 p. (ISBN 978-2-36921-0078)[Note 3],[237]
- 2015 : François Ruffin et l'équipe de Fakir, « L'égalité c'est la santé » (et l’amour aussi…), Amiens, éditions Fakir, 2015, 63 p. (ISBN 978-2-36921-0092) Entretien avec Richard Wilkinson à propos de son livre Pourquoi l'égalité est meilleure pour tous.
- 2017 : Un député à… l'hôpital psychiatrique, Amiens, Fakir Éditions, coll. « Un député à… », 2017, 128 p. (ISBN 978-2-36921-017-7)
- 2018 : Un député à… la ferme, Amiens, Fakir Éditions, coll. « Un député à… », 2018, 224 p. (ISBN 978-2-36921-018-4)
- 2018 : Paix intérieure et paix sociale : entretiens avec Mgr Olivier Leborgne, éditions Temps Présent, 2018, 55 p. (ISBN 2-916-84257-8)
- 2018 : co-écrit avec Cyril Pocréaux, Un député et son collab' chez Big Pharma, Amiens, Fakir Éditions, 2018, 128 p. (ISBN 978-2-36921-019-1)
- 2019 : Ce pays que tu ne connais pas, Les Arènes, 2019, 244 p. (ISBN 978-2-7112-0133-4, lire en ligne)
- 2019 : Il est où, le bonheur, Paris, Les Liens qui libèrent, 2019, 184 p. (ISBN 979-10-209-0817-9) ; réédition poche, Les Liens qui libèrent, Paris, 2020, 192 pages (ISBN 979-10-209-0910-7)
- 2020 : Leur folie, nos vies : la bataille de l'après, Paris, Les Liens qui libèrent, 2020, 260 p. (ISBN 979-10-209-0879-7)
- 2020 : Que faire de la police ?, Amiens/01-Péronnas, Fakir Éditions, 2020, 100 p. (ISBN 978-2369210207)
- 2021 : Leur progrès et le nôtre : de Prométhée à la 5G, Paris, Éditions du Seuil, 1er avril 2021, 176 p. (ISBN 9782021477719, lire en ligne)
- 2022 : Je vous écris du front de la Somme, Les Liens qui libèrent, 2022, 148 p. (ISBN 9791020924834)
- 2022 : Le temps d'apprendre à vivre : La bataille des retraites, Les Liens qui libèrent, 2022, 68 p. (ISBN 9791020911605)
- 2024 : Mal travail : le choix des élites, Les Liens qui libèrent, 2024, 226 p. (ISBN 9791020923943)
- 2024 : Itinéraire : Ma France en entier, pas à moitié, Les Liens qui libèrent], 2024, 154 p. (ISBN 979-10-209-2336-3)

## Presse écrite

### Fakir
En 1999, François Ruffin fonde et devient le rédacteur en chef du journal Fakir. Il a participé à tous les numéros et en a rédigé de nombreux articles[source secondaire souhaitée].

### Le Monde Diplomatique
Entre mai 2007 et avril 2012, puis de manière épisodique par la suite, il collabore au mensuel Le Monde Diplomatique. Il avait rencontré son directeur Serge Halimi à Amiens au moment où il lançait les premiers numéros de Fakir.

## Filmographie

### Comme réalisateur
- 2016 : Merci Patron !
- 2019 : J'veux du soleil (co-réalisé avec Gilles Perret)
- 2021 : Debout les femmes ! (co-réalisé avec Gilles Perret)
- 2024 : Au boulot ! (co-réalisé avec Gilles Perret)[240]

### Comme acteur
- 2017 : Satire dans la campagne de Marc Large et Maxime Carsel : lui-même[241]

### Distinctions
Sauf indication contraire, les informations mentionnées dans cette section peuvent être confirmées par les bases de données cinématographiques IMDb et Allociné,  présentes dans la section « Liens externes ».

#### Récompenses
- César 2017 : prix du meilleur film documentaire pour Merci Patron ![242]
- Festival du film social de Pérouse 2019 : prix du public pour J'veux du soleil[243]

#### Nominations
- Prix Lumières 2017 : meilleur documentaire pour Merci Patron !
- César 2022 : meilleur film documentaire pour Debout les femmes !

## Radio

### Là-bas si j'y suis
Reporter régulier de 2005 à 2012 pour l'émission de Daniel Mermet Là-bas si j'y suis, alors diffusée sur la station de radio France Inter (jusqu'à sa suppression). François Ruffin a collaboré à de nombreuses émissions, que l'on peut trouver sur le site de Là-bas si j'y suis[source secondaire souhaitée]. Il raconte cette expérience dans un article.